# BB 20004
La BB 20004 est un ancien prototype de locomotive électrique bicourant de la SNCF.
Issue en 1969 de la transformation de la BB 16540, cette locomotive est le prototype des « petites bicourant » qui débouchera sur la série des BB 25500. En 1969 elle est remise à son type d'origine.

## Description

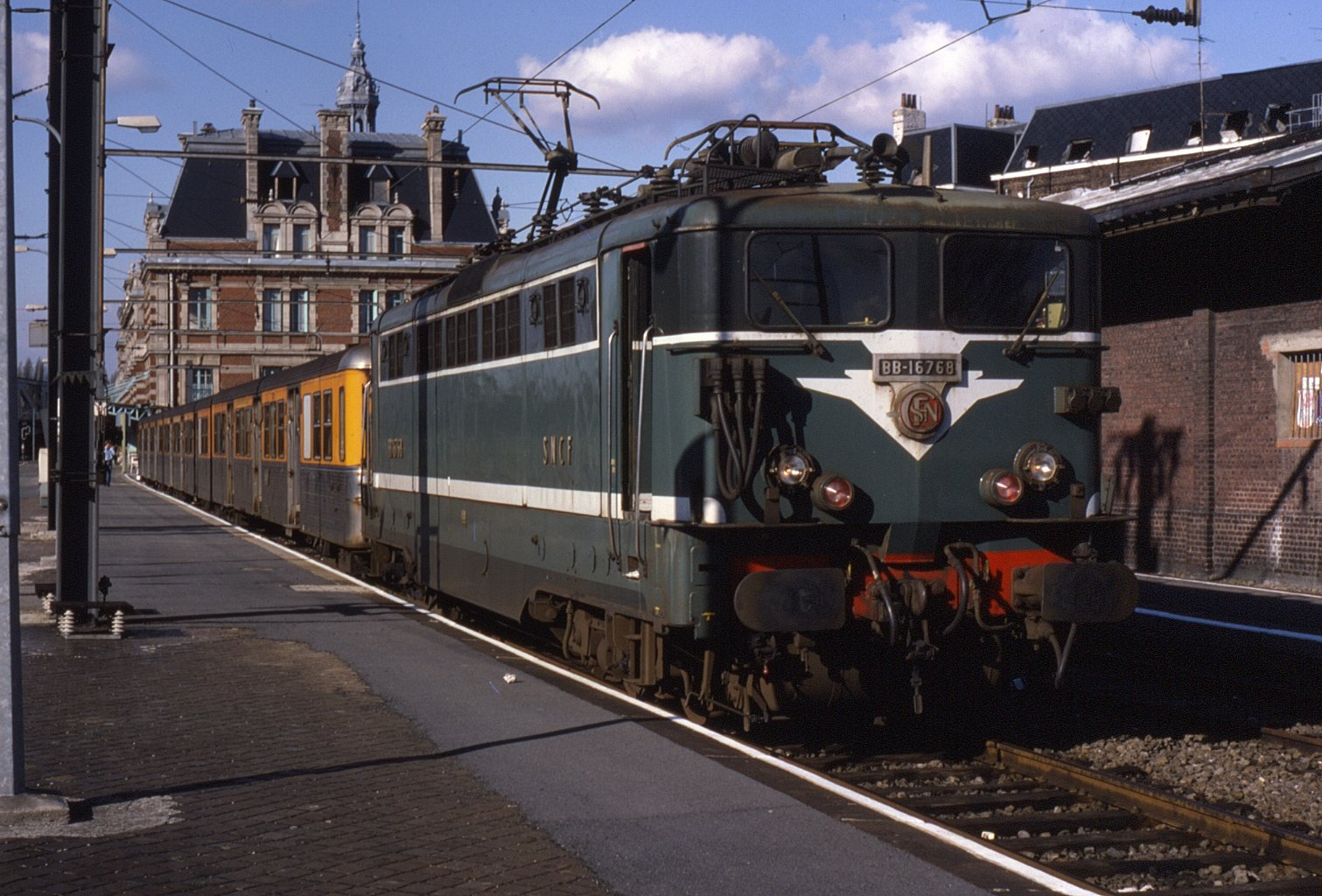
BB 16500 (livrée verte modifiée).

Réalisée sur la base de la BB 16540 accidentée, la BB 20004 reçoit temporairement un équipement continu complémentaire de son appareillage d'origine. La locomotive est surnommée « petite bicourant » en raison de sa puissance réduite sous 1,5 kV continu par opposition à la BB 20005 dite « grande bicourant » et qui affiche des performances très voisines sous les deux types de courant.
Son équipement de base en courant monophasé est complété par un bloc de rhéostat en courant continu permettant d'acheminer des trains depuis un point alimenté en courant continu jusqu'à la jonction avec une ligne alimentée en alternatif monophasé.
Elle dispose, comme les BB 16500, d'un réducteur permettant d'observer une vitesse maximale de 90 km/h (régime « marchandises ») ou 150 km/h (régime « voyageurs »). Sous régime « marchandises », les charges remorquées sont plus importantes, surtout sur les lignes à profil difficile.
Son aspect extérieur reste celui d'une BB 16500, modifié par la transformation de ligne de toiture et le replacement d'un des deux pantographes monophasé par un modèle à double palette pour le captage du courant continu. Sa livrée est celle d'origine des BB 16500 : caisse vert bleuté foncé avec un bandeau vert celtique, des moustaches blanches et des traverses de tamponnement rouges. Ses faces frontales sont équipées de câbles et de connexions permettant la marche en réversibilité.

## Carrière
La BB 20004 sort de transformation le 30 mars 1960. Elle est affectée au dépôt de la gare d'Annemasse et circule sur les lignes de « l'Étoile de Savoie » où elle épaule la CC 20001 et les CC 25000. Elle est remise au type le 3 juin 1969, reprend son ancien numéro de BB 16540 et retrouve le dépôt de Lens où elle termine sa carrière en 2003. Les enseignements tirés de cette expérimentation servent à la mise au point de la série des BB 25500.